# Premio Pulitzer per la storia
Il premio Pulitzer per la storia (Pulitzer Prize for History) è un premio letterario assegnato annualmente dal 1917 nella categoria di arti e lettere, a un'opera che tratti in preferenza della storia statunitense. Tra le varie categorie in cui il Pulitzer viene assegnato, è uno dei premi originari. Dal 1980 vengono annunciati anche i finalisti.

## Albo d'oro
Il premio non è stato assegnato nel 1919, 1984 e 1994; assegnato due volte nel 1989. I vincitori sono indicati in grassetto, a seguire i finalisti.

### Anni 1917-1919
- 1917: With Americans of Past and Present Days di Jean Jules Jusserand
- 1918: A History of the Civil War, 1861-1865 di James Ford Rhodes
- 1919: non assegnato

### Anni 1920-1929
- 1920: The War with Mexico di Justin H. Smith
- 1921: The Victory at Sea di William Sowden Sims e Burton Hendrick
- 1922: The Founding of New England di James Truslow Adams
- 1923: The Supreme Court in United States History di Charles Warren
- 1924: The American Revolution: A Constitutional Interpretation di Charles Howard McIlwain
- 1925: History of the American Frontier di Frederic L. Paxson
- 1926: A History of the United States di Edward Channing
- 1927: Pinckney's Treaty  di Samuel Flagg Bemis
- 1928: Main Currents in American Thought  di Vernon Louis Parrington
- 1929: The Organization and Administration of the Union Army, 1861–1865 di Fred Albert Shannon

### Anni 1930-1939
- 1930: The War of Independence di Claude Van Tyne
- 1931: The Coming of the War, 1914 di Bernadotte E. Schmitt
- 1932: My Experiences in the World War di John J. Pershing
- 1933: The Significance of Sections in American History di Frederick J. Turner
- 1934: The People's Choice di Herbert Agar
- 1935: The Colonial Period of American History di Charles McLean Andrews
- 1936: A Constitutional History of the United States di Andrew McLaughlin
- 1937: The Flowering of New England, 1815–1865 di Van Wyck Brooks
- 1938: The Road to Reunion, 1865–1900 di Paul Herman Buck
- 1939: A History of American Magazines di Frank Luther Mott

### Anni 1940-1949
- 1940: Abraham Lincoln: The War Years di Carl Sandburg
- 1941: The Atlantic Migration, 1607–1860 di Marcus Lee Hansen
- 1942: Reveille in Washington, 1860–1865 di Margaret Leech
- 1943: Paul Revere and the World He Lived In di Esther Forbes
- 1944: The Growth of American Thought di Merle Curti
- 1945: Unfinished Business di Stephen Bonsal
- 1946: The Age of Jackson di Arthur M. Schlesinger Jr.
- 1947: Scientists Against Time di James Phinney Baxter III
- 1948: Across the Wide Missouri di Bernard DeVoto
- 1949: The Disruption of American Democracy di Roy Franklin Nichols

### Anni 1950-1959
- 1950: Art and Life in America di Oliver W. Larkin
- 1951: The Old Northwest, Pioneer Period 1815–1840 di R. Carlyle Buley
- 1952: The Uprooted di Oscar Handlin
- 1953: The Era of Good Feelings di George Dangerfield
- 1954: A Stillness at Appomattox di Bruce Catton
- 1955: Great River: The Rio Grande in North American History di Paul Horgan
- 1956: The Age of Reform di Richard Hofstadter
- 1957: Russia Leaves the War: Soviet-American Relations, 1917–1920 di George F. Kennan
- 1958: Banks and Politics in America di Bray Hammond
- 1959: The Republican Era: 1869–1901 di Leonard D. White e Jean Schneider

### Anni 1960-1969
- 1960: In the Days of McKinley di Margaret Leech
- 1961: Between War and Peace: The Potsdam Conference di Herbert Feis
- 1962: The Triumphant Empire: Thunder-Clouds Gather in the West, 1763–1766 di Lawrence H. Gipson
- 1963: Washington, Village and Capital, 1800–1878 di Constance McLaughlin Green
- 1964: Puritan Village: The Formation of a New England Town di Sumner Chilton Powell
- 1965: The Greenback Era di Irwin Unger
- 1966: The Life of the Mind in America di Perry Miller
- 1967: Exploration and Empire: The Explorer and the Scientist in the Winning of the American West di William H. Goetzmann
- 1968: The Ideological Origins of the American Revolution di Bernard Bailyn
- 1969: Origins of the Fifth Amendment di Leonard W. Levy

### Anni 1970-1979
- 1970: Present at the Creation: My Years in the State Department di Dean Acheson
- 1971: Roosevelt: The Soldier Of Freedom  di James MacGregor Burns
- 1972: Neither Black nor White di Carl N. Degler
- 1973: People of Paradox: An Inquiry Concerning the Origins of American Civilization di Michael Kammen
- 1974: The Americans: The Democratic Experience di Daniel J. Boorstin
- 1975: Jefferson and His Time di Dumas Malone
- 1976: Lamy of Santa Fe di Paul Horgan
- 1977: The Impending Crisis, 1848–1861 di David M. Potter (completato e pubblicato da Don E. Fehrenbacher)
- 1978: La mano visibile. La rivoluzione manageriale nell'economia americana (The Visible Hand: The Managerial Revolution in American Business) di Alfred D. Chandler Jr.
- 1979: The Dred Scott Case: Its Significance in American Law and Politics di Don E. Fehrenbacher

### Anni 1980-1989
- 1980: Been in the Storm So Long di Leon F. Litwack
  - The Plains Across di John B. Unruh
  - The Urban Crucible di Gary B. Nash
- 1981: American Education: The National Experience, 1783–1876 di Lawrence A. Cremin
  - A Search for Power: The 'Weaker Sex' in Seventeenth Century New England di Lyle Koehler
  - Over Here: The First World War and American Society di David M. Kennedy
- 1982: Mary Chesnut's Civil War di C. Vann Woodward
  - Power and Culture: The Japanese-American War, 1941–1945 di Akira Iriye
  - White Supremacy: A Comparative Study in American & South African History di George M. Fredrickson
- 1983: The Transformation of Virginia, 1740–1790 di Rhys L. Isaac
  - Southern Honor: Ethics & Behavior in the Old South di Bertram Wyatt-Brown
  - The Glorious Cause: The American Revolution, 1763–1789 di Robert Middlekauff
- 1984: non assegnato
- 1985: Prophets of Regulation di Thomas K. McCraw
  - The Crucible of Race di Joel Williamson
  - The Great Father: The United States Government and the American Indians di Francis Paul Prucha
- 1986: ...the Heavens and the Earth: A Political History of the Space Age di Walter A. McDougall
  - Emigrants and Exiles: Ireland and the Irish Exodus to North America di Kerby A. Miller
  - Labor of Love, Labor of Sorrow: Black Women, Work and the Family from Slavery to the Present di Jacqueline Jones
  - Novus Ordo Seclorum: the Intellectual Origins of the Constitution di Forrest McDonald
- 1987: Voyagers to the West: A Passage in the Peopling of America on the Eve of the Revolution di Bernard Bailyn
  - Bearing the Cross: Martin Luther King, Jr. and the Southern Christian Leadership Conference di David Garrow
  - Eisenhower: At War, 1943–1945 di David Eisenhower
- 1988: The Launching of Modern American Science, 1846–1876 di Robert V. Bruce
  - The Care of Strangers: The Rise of America's Hospital System di Charles E. Rosenberg
  - The Fall of the House of Labor di David Montgomery
- 1989: Battle Cry of Freedom: The Civil War Era di James M. McPherson
- 1989: Parting the Waters: America in the King Years 1954–1963 di Taylor Branch
  - Vietnam. Una sporca bugia (A Bright Shining Lie: John Paul Vann and America in Vietnam) di Neil Sheehan
  - Reconstruction: America's Unfinished Revolution, 1863–1877 di Eric Foner

### Anni 1990-1999
- 1990: In Our Image: America's Empire in the Philippines di Stanley Karnow
  - American Genesis: A Century of Invention and Technological Enthusiasm 1870–1970 di Thomas P. Hughes
  - The Image of the Black in Western Art, Volume IV: From the American Revolution to World War I di Hugh Honour
- 1991: A Midwife's Tale di Laurel Thatcher Ulrich
  - America in 1857: A Nation on the Brink di Kenneth M. Stampp
  - Making a New Deal: Industrial Workers in Chicago, 1919–1939 di Lizabeth Cohen
  - The Civil Rights Era: Origins and Development of National Policy di Hugh David Graham
- 1992: The Fate of Liberty: Abraham Lincoln and Civil Liberties di Mark E. Neely, Jr.
  - A Very Thin Line: The Iran-Contra Affairs di Theodore Draper
  - Nature's Metropolis: Chicago and the Great West di William Cronon
  - Profits in the Wilderness: Entrepreneurship and the Founding of New England Towns in the Seventeenth Century di John Frederick Martin
  - The Middle Ground: Indians, Empires, and Republics in the Great Lakes Region, 1650–1815 di Richard White
- 1993: The Radicalism of the American Revolution di Gordon S. Wood
  - Lincoln at Gettysburg: The Words That Remade America di Garry Wills
  - The Promise of the New South: Life After Reconstruction di Edward L. Ayers
- 1994: non assegnato
  - Case Closed: Lee Harvey Oswald and the Assassination of JFK di Gerald Posner
  - Crime and Punishment in American History di Lawrence M. Friedman
  - William Faulkner and Southern History di Joel Williamson
- 1995: No Ordinary Time: Franklin and Eleanor Roosevelt: The Home Front in World War II di Doris Kearns Goodwin
  - Lincoln in American Memory di Merrill D. Peterson
  - Stories of Scottsboro di James Goodman
- 1996: William Cooper's Town: Power and Persuasion on the Frontier of the Early American Republic di Alan Taylor
  - Dark Sun: The Making of the Hydrogen Bomb di Richard Rhodes
  - The Sacred Fire of Liberty: James Madison and the Founding of the Federal Republic di Lance Banning
- 1997: Original Meanings: Politics and Ideas in the Making of the Constitution di Jack N. Rakove
  - Founding Mothers and Fathers di Mary Beth Norton
  - The Battle for Christmas di Stephen Nissenbaum
- 1998: Summer for the Gods: The Scopes Trial and America's Continuing Debate Over Science and Religion di Edward J. Larson
  - Big Trouble: A Murder in a Small Western Town Sets Off a Struggle for the Soul of America di J. Anthony Lukas
  - Civic Ideals: Conflicting Visions of Citizenship in U.S. History di Rogers Smith
- 1999: Gotham: A History of New York City to 1898 di Edwin G. Burrows e Mike Wallace
  - In a Barren Land: American Indian Dispossession and Survival di Paula Mitchell Marks
  - The New Ocean: The Story of the First Space Age di William E. Burrows

### Anni 2000-2009
- 2000: Freedom From Fear: The American People in Depression and War, 1929–1945 di David M. Kennedy
  - The Cousins' Wars: Religion, Politics and the Triumph of Anglo-America di Kevin Phillips
  - Into the American Woods: Negotiators on the Pennsylvania Frontier di James H. Merrell
- 2001: Founding Brothers: The Revolutionary Generation di Joseph J. Ellis
  - The Right to Vote: The Contested History of Democracy in the United States di Alexander Keyssar
  - Way Out There in the Blue di Frances FitzGerald
- 2002: The Metaphysical Club: A Story of Ideas in America di Louis Menand
  - Deep Souths: Delta, Piedmont, and the Sea Island Society in the Age of Segregation di J. William Harris
  - Facing East from Indian Country: A Native History of Early America di Daniel K. Richter
- 2003: An Army at Dawn: The War in North Africa 1942–1943 di Rick Atkinson
  - At the Hands of Persons Unknown: The Lynching of Black America di Philip Dray
  - Rereading Sex: Battles Over Sexual Knowledge and Suppression in Nineteenth Century America di Helen Lefkowitz Horowitz
- 2004: A Nation Under Our Feet di Steven Hahn
  - Great Fortune: The Epic of Rockefeller Center di Daniel Okrent
  - They Marched Into Sunlight: War and Peace, Vietnam and America, October 1967 di David Maraniss
- 2005: Washington's Crossing di David Hackett Fischer
  - Arc of Justice: A Saga of Race, Civil Rights, and Murder in the Jazz Age di Kevin Boyle
  - Conjectures of Order: Intellectual Life and the American South, 1810-1860, volumes 1 & 2 di Michael O'Brien
- 2006: Polio: An American Story di David Oshinsky
  - New York Burning di Jill Lepore
  - The Rise of American Democracy: Jefferson to Lincoln di Sean Wilentz
- 2007: The Race Beat di Gene Roberts e Hank Klibanoff
  - Mayflower: A Story of Courage, Community, and War di Nathaniel Philbrick
  - Middle Passages: African American Journeys to Africa, 1787-2005 di James T. Campbell
- 2008: What Hath God Wrought: the Transformation of America, 1815–1848 di Daniel Walker Howe
  - The Coldest Winter: America and the Korean War di David Halberstam
  - Nixon and Kissinger: Partners in Power di Robert Dallek
- 2009: The Hemingses of Monticello: An American Family di Annette Gordon-Reed
  - The Liberal Hour: Washington and the Politics of Change in the 1960s di G. Calvin Mackenzie e Robert Weisbrot
  - This Republic of Suffering: Death and the American Civil War di Drew Gilpin Faust

### Anni 2010-2019
- 2010: Lords of Finance: The Bankers Who Broke the World di Liaquat Ahamed
  - Empire of Liberty: A History of the Early Republic, 1789-1815 di Gordon S. Wood
  - Fordlandia: The Rise and Fall of Henry Ford's Forgotten Jungle City di Greg Grandin
- 2011: The Fiery Trial: Abraham Lincoln and American Slavery di Eric Foner
  - Confederate Reckoning: Power and Politics in the Civil War South di Stephanie McCurry
  - Eden on the Charles: The Making of Boston di Michael J. Rawson
- 2012: Malcolm X: A Life of Reinvention di Manning Marable
  - Empires, Nations & Families: A History of the North American West, 1800-1860 di Anne F. Hyde
  - The Eleventh Day: The Full Story of 9/11 and Osama Bin Laden di Anthony Summers e Robbyn Swan
  - Railroaded: The Transcontinentals and the Making of Modern America di Richard White
- 2013: Embers of War: The Fall of an Empire and the Making of America’s Vietnam di Fredrik Logevall
  - The Barbarous Years: The Peopling of British North America: The Conflict of Civilizations, 1600-1675 di Bernard Bailyn
  - Lincoln's Code: The Laws of War in American History di John Fabian Witt
- 2014: The Internal Enemy: Slavery and War in Virginia, 1772-1832 di Alan Taylor
  - A Dreadful Deceit: The Myth of Race from the Colonial Era to Obama's America di Jacqueline Jones
  - Command and Control: Nuclear Weapons, the Damascus Accident and the Illusion of Safety di Eric Schlosser
- 2015: Encounters at the Heart of the World: A History of the Mandan People di Elizabeth A. Fenn
  - An Empire on the Edge: How Britain Came to Fight America, di Nick Bunker
  - Empire of Cotton: A Global History, di Sven Beckert
- 2016: Custer's Trials: A Life on the Frontier of a New America di T.J. Stiles
  - Marching Home: Union Veterans and Their Unending Civil War, di Brian Matthew Jordan
  - Target Tokyo: Jimmy Doolittle and the Raid That Avenged Pearl Harbor, di James M. Scott
  - The Pentagon's Brain: An Uncensored History of DARPA, America's Top-Secret Military Research Agency, di Annie Jacobsen
- 2017: Blood in the Water: The Attica Prison Uprising of 1971 and Its Legacy di Heather Ann Thompson
  - Brothers at Arms: American Independence and the Men of France and Spain Who Saved It, di Larrie D. Ferreiro
  - New England Bound: Slavery and Colonization in Early America, di Wendy Warren
- 2018: The Gulf: The Making of an American Sea di Jack E. Davis
  - Fear City: New York’s Fiscal Crisis and the Rise of Austerity Politics di Kim Phillips-Fein
  - Hitler in Los Angeles: How Jews Foiled Nazi Plots against Hollywood and America di Steven J. Ross
- 2019: Frederick Douglass: Prophet of Freedom di David W. Blight
  - American Eden: David Hosack, Botany, and Medicine in the Garden of the Early Republic di Victoria Johnson
  - Civilizing Torture: An American Tradition di W. Fitzhugh Brundage

### Anni 2020-2029
- 2020: Sweet Taste of Liberty: A True Story of Slavery and Restitution in America di W. Caleb McDaniel
  - Race for Profit: How Banks and the Real Estate Industry Undermined Black Homeownership di Keeanga-Yamahtta Taylor
  - The End of the Myth: From the Border Wall in the Mind of America di Greg Grandin
- 2021: Franchise: The Golden Arches in Black America di Marcia Chatelain
  - The Deviant’s War: The Homosexual vs. the United States of America di Eric Cervini
  - The Three-Cornered War: The Union, the Confederacy, and Native Peoples in the Fight for the West di Megan Kate Nelson
- 2022[4]: Covered with Night: A Story of Murder and Indigenous Justice in Early America di Nicole Eustace ex aequo Cuba: An American History di Ada Ferrer
  - Until Justice Be Done: America's First Civil Rights Movement, from the Revolution to Reconstruction di Kate Masur
- 2023[5]: Freedom's Dominion: A Saga of White Resistance to Federal Power di Jefferson Cowie
  - Watergate: A New History di Garrett Graff
  - Seeing Red: Indigenous Land, American Expansion, and the Political Economy of Plunder in North America di Michael John Witten
- 2024[6]: No Right to an Honest Living: The Struggles of Boston’s Black Workers in the Civil War Era di Jacqueline Jones
  - American Anarchy: The Epic Struggle between Immigrant Radicals and the US Government at the Dawn of the Twentieth Century di Michael Willrich
  - Continental Reckoning: The American West in the Age of Expansion di Elliott West